# درع (طبقات الأرض)
الدرع أو الدرع الصخري عبارة عن منطقة كبيرة من الصخور النارية المتبلورة من حقب ما قبل الكامبري والمكشوفة وذات الدرجة العالية من الصخور المتحولة التي تشكل مناطق مستقرة تكتونيًا. يبلغ عمر هذه الصخور أكثر من 570 مليون سنة ويعود تاريخها أحيانًا إلى حوالي 2 إلى 3.5 مليار سنة. لقد تأثرت الدروع قليلاً بالأحداث التكتونية التي تلت نهاية عصر ما قبل الكمبري، وهي مناطق مسطحة نسبيًا حيث يكون تكوين الجبال والفوالق والعمليات التكتونية الأخرى طفيفة، مقارنة بالنشاط عند هوامشها وبين الصفائح التكتونية.

## علم خصائص الصخور
الدرع هو ذلك الجزء من القشرة القارية حيث تنبت صخور القاعدة ما قبل الكمبري على نطاق واسع على السطح. يمكن أن تكون الدروع نفسها معقدة للغاية: فهي تتكون من مساحات شاسعة من النايسات الغرانيتية أو الجرانوديوريتية، وعادة ما تكون ذات تكوين تونالايتي، كما أنها تحتوي أيضًا على أحزمة من الصخور الرسوبية، وغالبًا ما تكون محاطة بتسلسلات رسوبية بركانية منخفضة الدرجة، أو أحزمة من الحجر الأخضر. غالبًا ما تكون هذه الصخور عبارة عن شيست أخضر، أمفيبوليت، وغرانيتيت متحولة.  تشير التقديرات إلى أن أكثر من 50٪ من سطح دروع الأرض يتكون من النايس.

## التعرية والتضاريس
كونها مناطق مستقرة نسبيًا، فإن تضاريس الدروع قديمة نوعًا ما مع تشكيل عناصر مثل السهول المنبسطة [الإنجليزية] في عصور ما قبل الكمبري. يُطلق على أقدم سهل منبسط يمكن التعرف عليه في الدرع اسم «السهل المنبسط الأساسي»، في حالة الدرع البلطيقي، هذا هو سهل منبسط شبه الكمبري ‏.
تختلف التضاريس والرواسب الضحلة للدروع الشمالية التي خضعت للغمر الجليدي الرباعي والتواجد القريب عن تلك الموجودة بالقرب من خط الاستواء. يمكن حماية درع الحماية، بما في ذلك خطوط القلم، من التآكل بوسائل مختلفة. يمكن أن تنتهي أسطح الدرع التي تتعرض لمناخ شبه استوائي ومناخ مداري لفترة طويلة بما يكفي لتصبح سليكونية، وتصبح قاسية جدًا ويصعب تآكلها. تآكل السهول الجزئية بواسطة الأنهار الجليدية في مناطق الدرع محدود. في الدرع البلطيقي، يبلغ متوسط تآكل الأنهار الجليدية خلال العصر الرباعي عشرات الأمتار، على الرغم من أن هذا لم يُوزع بالتساوي. لكي يكون تآكل الأنهار الجليدية فعالاً في الدروع، قد تكون «فترة الاستعداد» الطويلة للتجوية تحت ظروف غير جليدية مطلبًا.

## قائمة الدروع
- يشكل الدرع الكندي نواة أمريكا الشمالية ويمتد من بحيرة سوبيريور في الجنوب إلى جزر القطب الشمالي في الشمال، ومن غرب كندا باتجاه الشرق لتشمل معظم جرينلاند.[11]
- الدرع الأطلسي  [لغات أخرى]‏
  - درع الأمازون (البرازيلي) على الجزء الشرقي من الانتفاخ في أمريكا الجنوبية. يحد هذا درع غيانا من الشمال ودرع بلاتيان من الجنوب.
  - درع الأوروغواي [الإنجليزية]
- يقع الدرع البلطيقي (Fennoscandian) في شرق النرويج وفنلندا والسويد.
- يقع الدرع الأفريقي (الإثيوبي)  [لغات أخرى]‏ في إفريقيا.
- يحتل الدرع الأسترالي  [لغات أخرى]‏ معظم النصف الغربي من أستراليا.
- الدرع العربي النوبي على الحافة الغربية لشبه الجزيرة العربية.
- درع القطب الجنوبي .
- في آسيا، يشار أحيانًا إلى منطقة في الصين وكوريا الشمالية باسم الدرع الصيني الكوري  [لغات أخرى]‏.
- يحد درع أنغاران، كما يطلق عليه أحيانًا، نهر ينيسي من الغرب ونهر لينا من الشرق والمحيط المتجمد الشمالي من الشمال وبحيرة بايكال من الجنوب.
- يحتل الدرع الهندي ثلثي شبه الجزيرة الهندية الجنوبية.